# فرودگاه لاورنتیا
فرودگاه لاورنتیا (به روسی: Залив Лаврентия) فرودگاهی عمومی واقع در Lavrentiya در کشور روسیه است.